# Fandom
El fandom és una paraula d'origen anglès (Fan Kingdom), o es refereix al conjunt d'aficionats a algun passatemps, persona o fenomen en particular.
Cal aclarir que el terme fandom s'associa més amb els aficionats a la ciència-ficció o la literatura fantàstica. També se sol aplicar aquest terme a les comunitats d'Internet que discuteixen temes relacionats amb la seva afició.
Els detractors d'aquest tipus d'aficionats solen esmentar que el fandom restringeix el cercle d'amistats dels integrants, al fer-los sentir que els únics que entendran les seves preferències i amb els quals val la pena relacionar-se, són persones enteses en el seu passatemps.

## Activitats
Entre les activitats més comunes del fandom hi ha el cosplay, els doujinshi o fanzines (depenent si són japoneses o occidentals), les històries de fanficció, les convencions temàtiques, el fansub, els scanlation i la col·lecció de mercaderies relatives als seus objectes d'admiració.

## Fandoms
- Furry
- Otaku
- Geeks
- Gamers
- Ringers o Tolkiendils (Aficionats a J.R.R. Tolkien o a les seves obres
- Trekkies